# Rêve de champion
Pour plus de détails, voir Fiche technique et Distribution.
Rêve de champion (The Rookie), ou La Recrue au Québec, est un film américain réalisé par John Lee Hancock, sorti en 2002. Il retrace la carrière de Jim Morris (en) à la Major League Baseball.

## Synopsis
Jim Morris (en), un professeur de chimie qui est également entraîneur de baseball dans son lycée texan, a été contraint, douze ans auparavant, de mettre fin à sa carrière de lanceur à cause d'une blessure à l'épaule. Aujourd'hui, à l'âge de 35 ans, marié et père de famille, il fait un pari avec son équipe : si ses joueurs remportent le championnat régional, il s'engage à reprendre la compétition au sein d'une grande équipe nationale.
À la surprise générale, ses joueurs accèdent à la victoire. Contraint de remplir sa part du contrat, Jimmy s'engage dans la sélection, certain de ne récolter qu'une douloureuse humiliation. Ses lancers à près de 160 km/h stupéfient les sélectionneurs et lui valent d'intégrer une équipe de première division, les Tampa Bay Devil Rays en Floride, devenant ainsi le plus vieux rookie (nouvelle recrue) de l'histoire du baseball.

## Fiche technique
- Titre français : Rêve de champion
- Titre québécois : La Recrue
- Titre original : The Rookie
- Réalisation : John Lee Hancock
- Scénario : Mike Rich
- Musique : Carter Burwell
- Photographie : John Schwartzmann
- Montage : Eric L. Beason
- Production : Mark Ciardi, Gordon Gray et Mark Johnson
- Société de production : Walt Disney Pictures
- Société de distribution : Buena Vista Pictures
- Budget: 22 000 000 $
- Pays d'origine :  États-Unis
- Langue originale : anglais
- Format : couleur - 35 mm - 2.35:1
- Genre : Drameet biopic
- Durée : 127 minutes
- Dates de sortie :
  - États-Unis : 29 mars 2002
  - France : 31 juillet 2002

## Distribution
- Dennis Quaid (VF : Bernard Lanneau; VQ : Hubert Gagnon) : Jim Morris (en)
- Trevor Morgan (VF : Julien Bouanich) : Jim Morris jeune
- Rachel Griffiths (VF : Marjorie Frantz ; VQ : Hélène Mondoux) : Lorri Morris
- Jay Hernández (VF : Maël Davan-Soulas ; VQ : Thiéry Dubé) : Joaquin "Wack" Campos
- Beth Grant : Olline
- Angus T. Jones : Hunter Morrid
- Brian Cox (VQ : Jean-Marie Moncelet) : Jim Morris Sr.
- Rick Gonzalez (VF : Alexis Tomassian) : Rudy Bonilla (lanceur des Owls)
- Chad Lindberg (VQ : Nicolas Charbonneaux-Collombet) : Joe David West
- Angelo Spizzirri (VF : Christophe Lemoine : VQ : Martin Watier) : Joel de la Garza (attrapeur des Owls)
- Royce D. Applegate (VF : Michel Vocoret ; VQ : Hubert Fielden) : Henry
- Russell Richardson (VQ : Louis-Philippe Dandenault) : Brooks
- Raynor Scheine : Frank
- David Blackwell (VF : Michel Derville) : Cal
- Blue Deckert (VF : Richard Leblond; VQ : Pierre Auger) : scout Dave Patterson
- Marco Sanchez (VQ : Martin Watier) : Sanchez
- Danny Kamin : Mac, manager de Durham
- Mike Smith : un fan

Source et légende : Version française (VF) sur Voxofilm et Version québécoise (VQ) sur Doublage Québec